# T. Texas Tyler
T. Texas Tyler, egentligen David Luke Myrick, född 20 juni 1916 i Polk County i Arkansas, död 28 januari 1972 i Springfield i Missouri, var en amerikansk countrysångare och låtskrivare främst känd för låten "The Deck of Cards". Efter den största framgången fick Tyler problem med alkohol och droger och bytte sedan stil och blev pingstpastor.
David Luke Myrick växte upp i fattigdom i Arkansas. Han trivdes inte i skolan och blev tidigt intresserad av musik. 16 år gammal flyttade han till Newport i Rhode Island där hans bror som tjänstgjorde i flottan var stationerad. År 1935 fick han sitt första genombrott i West Virginia i samband med att han deltog i radioprogrammet Major Bowes Amateur Hour med låten "Silver Haired Daddy". Han kallade sig först Ozark Mountain Dave men radioprogramledaren Bowes övertalade honom att byta artistnamn till Texas Tyler, som en hyllning till cowboystjärnorna Tex Ritter och Tom Tyler. Några år senare lade han till ett T efter att ha blivit introducerad som T. Texas Tyler när han uppträdde med låten "I Was Only Teasing You".
Tylers största framgång kom med spoken word-countrylåten "The Deck of Cards" (1948). Tex Ritter spelade in sin version av låten redan senare samma år. Cacka Israelsson har spelat in en coverversion "Soldaten och kortleken" med svensk text av Margot Borgström. Även Alf Robertson har framfört låten på svenska.
Andra hitlåtar för Tyler var "Filipino Baby" (1946), "Dad Gave My Dog Away" (1948), "Bumming Around" (1953) och "Courting in the Rain" (1954).
Efter att rock'n'roll slog igenom hade inte Tyler lika stora framgångar som förr. Han blev anhållen för innehav av marijuana i Texas och bytte sedan genre till gospel. Under den senare delen av sin karriär var han verksam som pingstpastor inom Assemblies of God. År 1964 utkom ännu ett countryalbum, Sensational New Hits of T. Texas Tyler och gospelskivorna sålde han i samband med sina väckelsemöten. Första hustrun Claudia avled 1968. Tyler gifte om sig, flyttade till Springfield i Missouri där han fortsatte att predika. Ibland uppträdde han fortfarande som musiker. År 1972 avled han i magsäckscancer.
Bucky Halkers låt "T-Texas Tyler" (2008) är en hyllning till Tyler. Låten handlar om Tylers svåraste period med drog- och alkoholproblem under 1950-talet och hur han trots alla problem lyckades få fram starka ögonblick i sina uppträdanden i Burley i Idaho.